# 皮持衡
皮持衡（1940年—），男，汉族，江西南康人，中国中医药专家，江西中医药大学附属医院主任中医师，教授，博士生导师。第四届国医大师。